# Estrada da Vida (Leningrado)

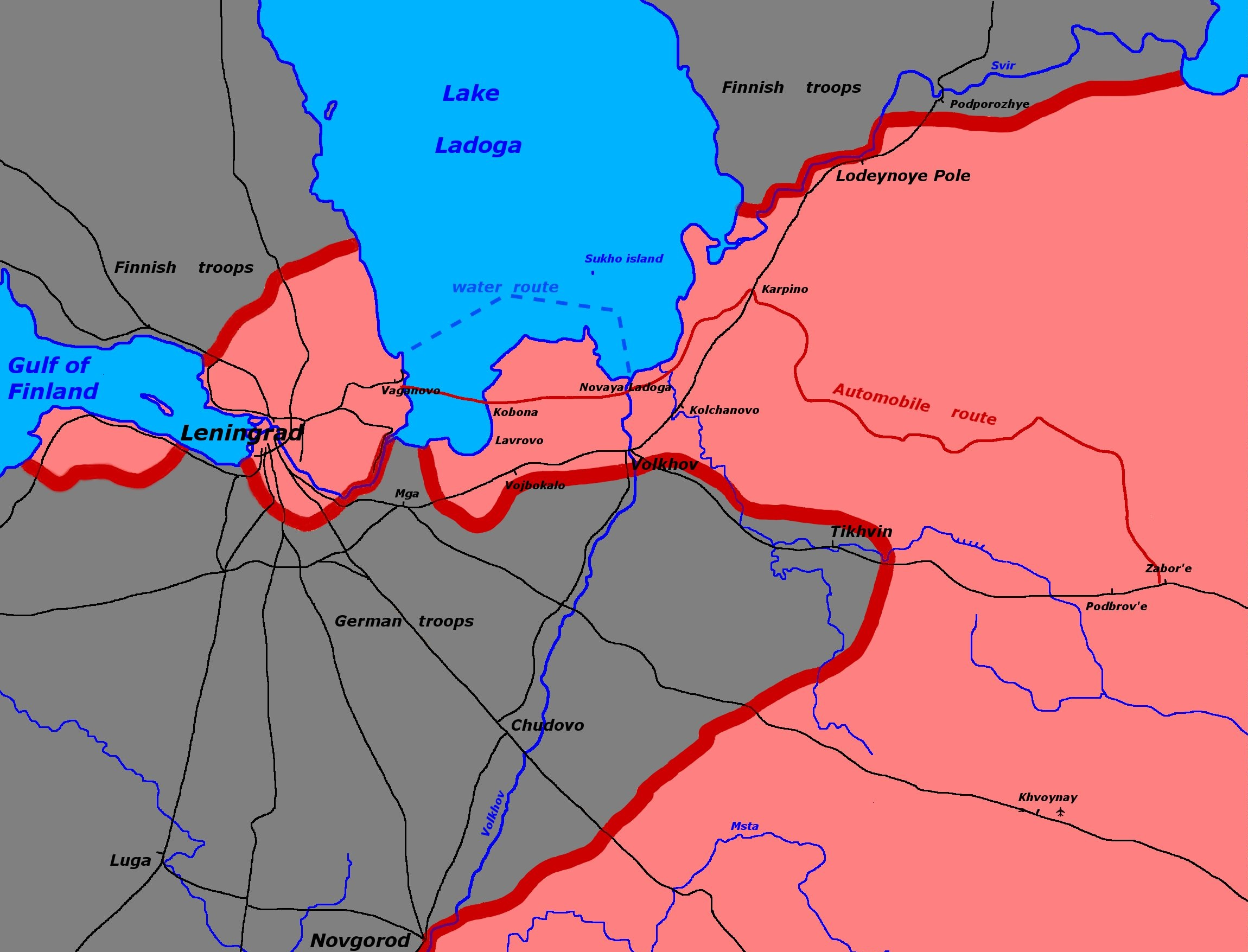
Mapa da Estrada da Vida em 1941

A Estrada da Vida era uma rota de transporte sobre o gelo do Lago Ladoga, funcionando durante o inverno, quando o lago estava congelado. Era a única rota de abastecimento da cidade durante o cerco que durou 29 meses, de 8 de setembro de 1941 a 27 de janeiro de 1944. Mais de um milhão de habitantes de Leningrado morreram de fome ou em bombardeios. A cada inverno a rota sobre gelo era reconstruída manualmente, pois o gelo do lago derretia durante o verão. Além de transportar milhares de toneladas de munições e suprimentos de comida a cada ano, a Estrada da Vida também serviu como a principal rota de evacuação para os milhões de soviéticos presos na cidade. Hoje, a estrada faz parte do Patrimônio Mundial da UNESCO.

## Construção
A Força Aérea Soviética não estava preparada para manter a cidade com todos os suprimentos necessários em meio ao cerco. Todos os dias eram necessários, ao menos, 1 mil toneladas de suprimentos, das quais a força aérea poderia cobrir apenas 100. Com as margens sul e sudoeste do lago permanecendo em mãos soviéticas, os trabalhos começaram. Em setembro e outubro de 1941, os russos estavam melhorando a infraestrutura dos portos. Na margem oeste do lago, o porto da Baía de Ossinowez, a 55 quilômetros de Leningrado foi fortificado.

A Estrada da Vida foi usada pela primeira vez em 12 de setembro de 1941, quando duas barcaças que vieram do leste, carregadas de grãos chegaram no porto de Ossinowe. Os suprimentos foram para Leningrado transportados por via férrea. No inverno, a partir de novembro, o lago congelava, sendo que no dia 21 a espessura atingiu os 180 mm, com o primeiro trenó tendo usado a estrada. No dia seguinte o primeiro carro passou pela estrada.